# HD 72436
HD 72436，又名CD-38 4566，SAO 199329、HR 3373，是一颗恒星，视星等为6.31，位于銀經258.2，銀緯0.26，其B1900.0坐标为赤經8h 27m 43s，赤緯-38° 0.26′ 34″。